# San Miguel de los Bancos
San Miguel de los Bancos est une ville située en Équateur, dans la province de Pichincha. Elle est la capitale du canton de San Miguel de los Bancos.
La population de la ville était de 3 048 habitants au recensement de 2001.